# Socorroita
Socorroita là một chi bọ cánh cứng trong họ Chrysomelidae.
Chi này được miêu tả khoa học năm 1956 bởi Bechyne.

## Các loài
Các loài trong chi này gồm:
- Socorroita carinipennis (Bowditch, 1923)
- Socorroita elvira Bechyne, 1956